# Pomacea haustrum
Pomacea haustrum és una espècie de mol·lusc gastròpode d'aigua dolça de la família Ampullaridae originària de la conca amazònica. El gènere conté els caragols d'aigua dolça més grans de la terra. A Àsia i Europa és considerada com una espècie invasora. A la Unió Europea el seu transport, comerç i tinença són prohibits.

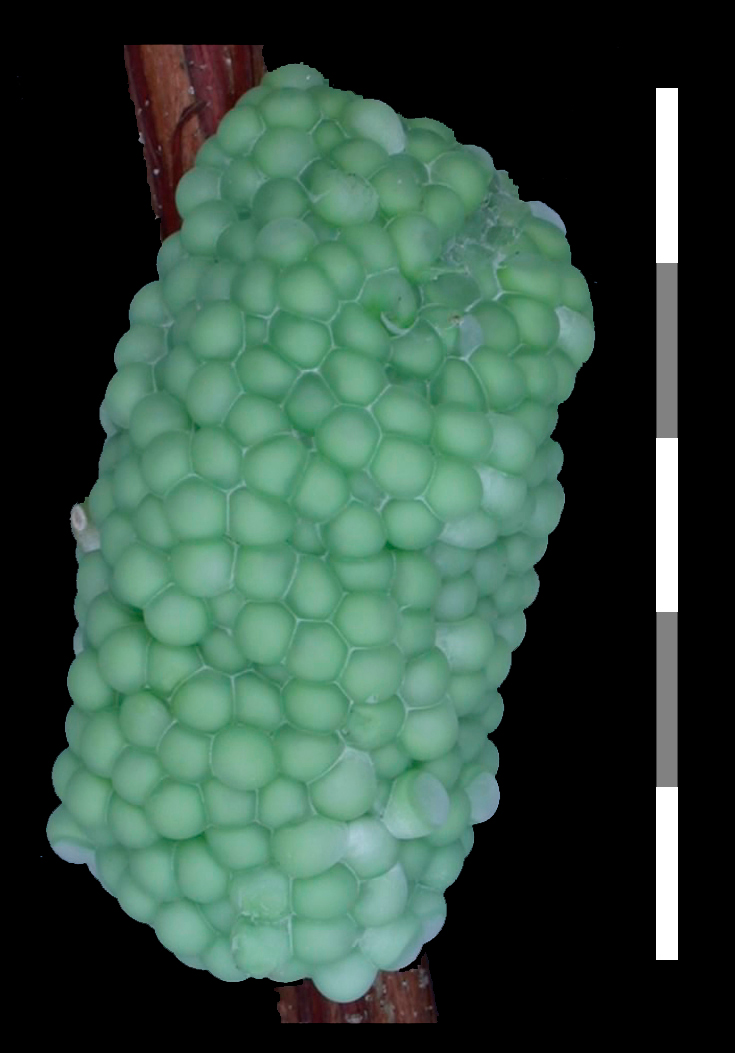
Ous

La conquilla molt gran, comprimida i alta és de color verd fosc o bru; moltes bandes espirals brunes, fluixes i desiguals. L'espira és elevada i aguda, però força petita, la sutura és fortament indentada. L'obertura és semicircular, poc eixamplada per sota. El cos tou és de color bru grisenc, amb el cap blanquinós. Adult, és un dels més grans del gènere i fa de 90 a 120 mm. Els ous grans (diàmetre de 3 a 5 mm) força enganxat, són verds, però altres espècies també ponen ous verds, el color no basta per a distingir-les. Són herbívors i mengen qualsevol planta. Són més actius la nit.
S'assembla molt al cargol poma tacat i acanalat, així com a la Pomacea lineata i Pomacea sordida. La dificultat per als no especialistes de distingir les diferents espècies de Pomacea és una de les raons perquè la Unió Europea va prohibir tot el gènere.